# Susan Huntington Vernon
Susan Dickinson Huntington Vernon (* 25. November 1869 in Norwich,  Connecticut; † 12. Juli 1945 in Brooklyn, New York City) war eine US-amerikanische Pädagogin. Sie war eine der Pionierinnen der modernen Bildung in Spanien zu Beginn des 20. Jahrhunderts. Von 1910 bis 1918 leitete sie das Instituto Internacional de Madrid und blieb der Einrichtung bis zu ihrem Tod verbunden. Sie leitete auch die Institución Cultural Española in den USA, die ihren Sitz an der Casa de las Españas in New York City hatte und am 19. April 1927 als Teil der Columbia University eingeweiht wurde.

## Leben
Susan Huntington stammte aus einer bürgerlichen und kultivierten Familie in Norwich, die mit dem Hispanismus sympathisierte. 1890 begann sie ihr Studium am Wellesley College, das sie jedoch kurz darauf aus gesundheitlichen Gründen abbrechen musste. Sie kam 1895 nach Spanien, um am damaligen Standort in San Sebastián am von Alice Gordon Gulick gegründeten Instituto Internacional de Madrid, einem amerikanischen Kulturzentrum, als Freiwillige zu arbeiten. Wahrscheinlich war es die Verbindung ihrer Mutter zum Women's Mission Board, die sie mit dem Projekt in Spanien in Kontakt brachte. Nachdem sie beim Umzug nach Biarritz geholfen hatte, kehrte sie 1898 in die USA zurück, um ihr Studium in Wellesley wieder aufzunehmen, das sie 1900 abschloss.
Kurz darauf nahm sie eine Stelle an der Universität von Puerto Rico an, wo sie acht Jahre lang zunächst als Hochschullehrerin für Pädagogik und dann als Dekanin des Women's College tätig war. Dort arbeitete sie mit Schriftstellern und Pädagogen wie Felipe Janer und Paul Gerard Miller zusammen. Sie baute eine Beziehung zu Zenobia Camprubí aufbaute, ein wichtiges Bindeglied zu ihren späteren Aktivitäten.
1909 kehrte sie an die Universität zurück und erwarb an der Columbia University den Master of Arts. Im Jahr 1910 ging sie wieder nach Spanien, um auf Vorschlag von Federico de Onís das Instituto Internacional nun in Madrid zu leiten, ein Amt, das sie bis 1918 innehatte, obwohl sie 1916 ihren Wohnsitz in Madrid aufgab und in die Vereinigten Staaten zurückkehrte. Sie blieb als Mitglied des Institutsvorstands bis zu ihrem Tod aktiv und spendete weiterhin privat an die Residencia de Señoritas.
Huntington gestaltete das Instituto Internacional unter ihrer Leitung grundlegend um. Sie distanzierte das Institut von seinen protestantischen missionarischen Ursprüngen, und der Religionsunterricht wurde durch den Unterricht in akademischen Fächern ersetzt, was dazu führte, dass auch katholische Mädchen problemlos dort studieren konnten und das Institut für eine vielfältigere Studentinnenschaft geöffnet wurde. Als Reaktion darauf zogen die evangelischen Kirchen ihre finanzielle Unterstützung zurück, und das Institut begann, sich um Unterstützung durch die Institución Libre de Enseñanza zu bemühen. Außerdem wurde die Zahl der Ausbildungs- und Studiengänge auf die Vorschule bis zum Abitur und die vorbereitenden Programme mit Lehrerausbildung, Abitur, Konservatorium und Englischunterricht erweitert. Ab 1917 war sie maßgeblich an der Zusammenarbeit des Instituts mit der Junta para la Ampliación de Estudios beteiligt, Aktitiväten, die in das Instituto Escuela und die Residencia de Señoritas mündeten und eine neue Etappe in der Entwicklung des Instituto Internacional einleiten. Sie behielt Alice Gulicks Anliegen bei, Schüler und Lehrer einander näher zu bringen, um ein Lernen zu ermöglichen, das vom Zusammenleben profitiert. Aber sie reformierte die Pädagogik. Ausgehend von den Erfahrungen in den angelsächsischen Ländern oder Deutschland wandte sich das Modell von Huntington von der Organisationsstruktur des traditionellen französischen Bildungswesens ab, dessen durch Immobilismus und katholischen Traditionalismus belastete Elemente die Erziehung der spanischen Frauen jahrzehntelang geprägt hatten. Die Flexibilität der Verbindung von humanistischem und technischem Wissen führte zu Lernmethoden, die sich an die Schüler und Studierenden anpassen ließen und die verbesserte Leistungsfähigkeit im späteren Leben abzielten.
Im Jahr 1919 heiratete sie in den Vereinigten Staaten Howard Wills Vernon und förderte ab da von dort aus den Bildungsaustausch zwischen Spanien und den USA.
1925 wurde sie Mitglied des Hispanic Institute of the United States, des 1920 an der Columbia University gegründeten Institute für Hispanistik, gewählt, das neben vielen anderen Aktivitäten die Herausgabe der Revista Síntesis (1928) und der Hispanic American Historical Review (1928) begann. Im Januar 1927 wurde an der Columbia University der Fachbereich Hispanistik unter der Leitung von Federico de Onís gegründet, mit Ramón Menéndez Pidal und Tomás Navarro Tomás als Direktor und Sekretär des Zentrums für historische Studien. Der Vorstand setzte sich aus Professoren verschiedener amerikanischer Institute und Susan Huntington als Leiterin der Institución Cultural Española in den USA, zusammen. Letzteres war dem Institut unterstellt und wurde am 19. April 1927 in Anwesenheit von María de Maeztu, Navarro Tomás und Onís feierlich eröffnet. 1930 wurde die Institución Cultural Española in die gegründete Casa de las Españas der Columbia University integriert.
Huntingtons Arbeit war nicht vorrangig akademisch, sondern befasste sich mit der Verbreitung der Kultur der Menschen mit hispanoamerikanischer oder spanischer Herkunft in den Vereinigten Staaten. Während der Zweiten Spanischen Republik und des Spanischen Bürgerkriegs unterhielt sie zahlreiche Kontakte zu spanischen Kulturschaffenden und später zu Mitgliedern der amerikanischen Exilgemeinde, und sie korrespondierte mit Intellektuellen wie dem Dichter Pedro Salinas. 1932 wurde sie von der Junta para la Ampliación de Estudios für ihre „materielle und moralische“ Unterstützung bei der Gründung der Residencia de Señoritas geehrt. Ihr Haus in Brooklyn, New York City, war ein Zufluchtsort für spanische Exilanten.
Sie schrieb Beiträge für das Journal of the American Association of University Women (AAUW) (1934) und war Vertreterin der AAUW Women's National Radio Committee.
Im Jahr 1941 erhielt sie die Ehrendoktorwürde der Universität von Puerto Rico. Ebenfalls 1941 wurde am Columbia College ein nach ihr benannter Preis (der „Susan-Huntington-Vernon-Preis“) gestiftet, um die Arbeit junger Forscherinnen auf dem Gebiet der Hispanistik für ihre Beiträge zum Studium der hispanischen Kulturen und der spanischen und portugiesischen Sprachen zu würdigen. Der Preis wurde und wird vom Department of Latin American Studies and Iberian Cultures und dem Hispanic Institute der Columbia University verliehen.
Während des Zweiten Weltkriegs war er an zahlreichen Solidaritätsaktionen beteiligt. Sie starb im Juli 1945.